# Wilma Traxel

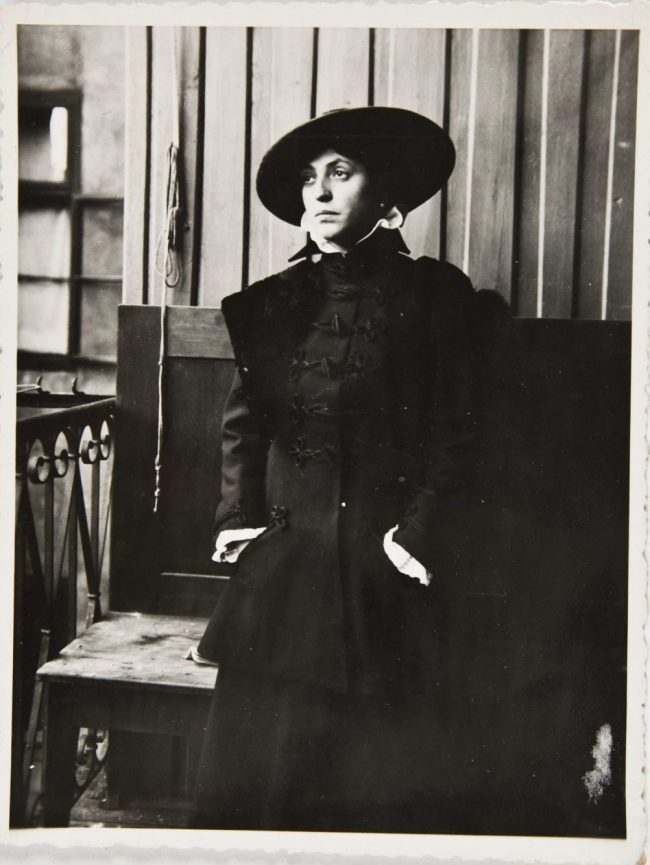
Wilma Traxel cca. 1930

Wilma Traxel, supranumită „Coco Chanel de Timișoara”, a fost o creatoare de modă timișoreană activă în perioada interbelică, cunoscută pentru eleganța creațiilor sale influențate de moda austro-ungară din Budapesta și Viena.

## Biografie
Wilma Traxel s-a născut în jurul anului 1910, într-o familie germană din Timișoara. Între cele două războaie mondiale a deschis un salon de modă în Timișoara, la etajul întâi al unei clădiri istorice de pe strada Lonovici — actuala strada Augustin Pacha — în centrul orașului. Aici, Wilma Traxel crea rochii și costume elegante pentru doamnele și domnii din societatea timișoreană. Clienții săi proveneau din medii diverse: burghezi, intelectuali, dar și soții de ofițeri și mari demnitari.

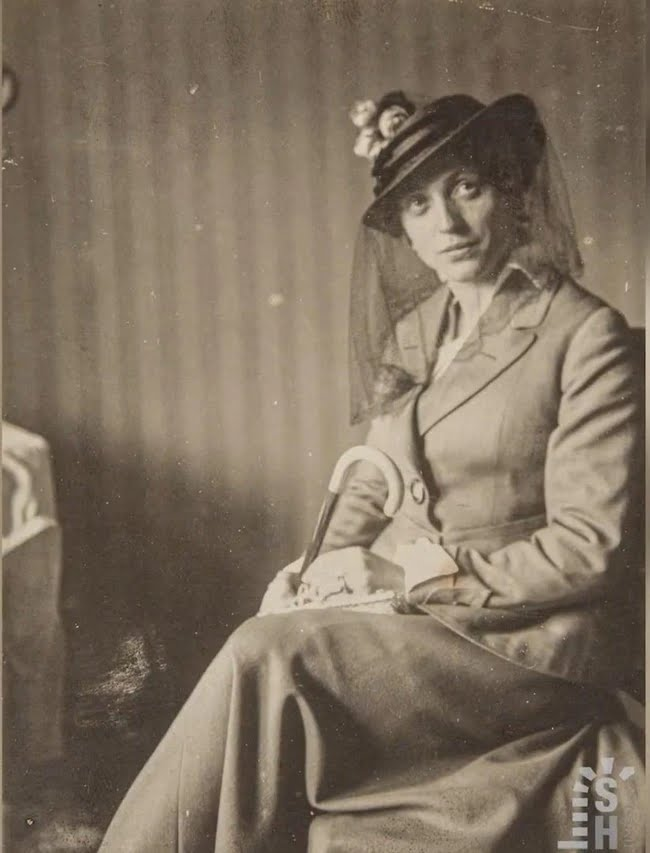

## Activitate profesională
Atelierul Wilmei Traxel era renumit pentru rafinamentul său și pentru calitatea materialelor folosite, multe dintre ele fiind aduse din străinătate. În epocă, era considerată un simbol al eleganței timișorene. Este amintită adesea în poveștile locale ca o figură emblematică a eleganței interbelice din Timișoara.
Imaginea doamnei Traxel nu a fost lipsită de controverse, după cum se relatează într-un articol din publicația Adevărul:
„Prin anii ’30, una dintre clientele modistei, Netti Diel, soția doctorului Ludwig Diel, a fost invitată la o recepție dată de un consulat onorific din Timișoara. Nu mică i-a fost însă surpriza când, ajunsă la eveniment, aceasta a dat peste o doamnă din marea burghezie locală îmbrăcată cu aceeași rochie.”

## Perioada socialistă
În perioada socialistă, care a urmat celui de-al Doilea Război Mondial, atelierul ei a fost confiscat de comuniști și transformat în apartament de locuit.

## Moștenire
Clădirea în care a funcționat atelierul ei a fost renovată, iar poveștile despre Wilma Traxel au fost readuse în atenția publicului prin articole de presă locale. Imaginea sa a devenit simbolică pentru Timișoara anilor '30, oraș cosmopolit în care moda occidentală era la mare căutare.
În 2022 s-a decis ca o stradă din Timișoara să fie numită „Wilma Traxel”.